# Micrathena lata
Micrathena lata là một loài nhện trong họ Araneidae.
Loài này thuộc chi Micrathena. Micrathena lata được Arthur Merton Chickering miêu tả năm 1960.